# Лаодіка Македонська
Лаодика Македонська (дав.-гр. Λαοδίκη дав.-гр. Λαοδίκη, IV ст. до н. е.) — знатна македонянка, дружина Антіоха з Орестиди, одного з воєначальників Філіпа II Македонського, і мати Селевка — воєначальника Александра Македонського та діадоха, засновника держави Селевкідів.
Про Лаодіка розповідає Юстін у своїх епітомах, що їй, коли вона вийшла заміж за Антіоха, наснилося, ніби вона зачала дитину від самого Аполлона, отримала від нього уві сні дар у вигляді персня із зображенням якоря і наказ віддати синові, коли він народиться. І ніби Лаодіка, прокинувшись, знайшла на своєму ложі перстень з якорем, а у новонародженого Селевка на стегні виявилася родима пляма у формі якоря, і така ж фамільна пляма була у його дітей і онуків. Лаодика віддала синові цей перстень, коли македонське військо вирушало у похід до Азії.
Аппіан доповнює історію сном, посланим Лаодиці про те, що її син царюватиме там, де цей перстень з якорем впаде з пальця, і Селевк втратив його на Євфраті.
Селевк, став правителем великої держави, що виникла на уламках імперії Александра, назвав на честь батька 16 міст Антіохія, на честь матері — п'ять міст Лаодикеями.